# Alles für die Frau

Logo 2009

Alles für die Frau ist eine wöchentlich am Freitag erscheinende Frauenzeitschrift, die von der Bauer Media Group herausgegeben wird. Redaktionssitz ist Hamburg, Auslieferungsstart war der 6. November 2004.

## Inhalt und Schwerpunkte
Das Themenspektrum reicht von Mode, Schönheit, Deko, Promis, Aktuellem, Schicksalen, Einkaufstipps und Gesundheit über Wohnideen und Reisen bis hin zu Rezepten und Rätseln. Außerdem gibt es in jeder Ausgabe 100 nützliche Tipps, Tierfotos, ein Horoskop und Retro-Fotos. Darüber hinaus ist der Zeitschrift ein Koch-Magazin mit Rezepten und Haushaltstipps beigefügt.

## Leserschaft
95 Prozent der Leser sind weiblich. Der durchschnittliche Leser ist 56 Jahre alt und hat ein Haushaltsnettoeinkommen von 2.654 Euro.